# Степанов Григорій Васильович
Григорій Васильович Степанов (1927—1993) — майор Радянської Армії, учасник придушення Угорської революції 1956 року, Герой Радянського Союзу (1956).

## Біографія
Григорій Степанов народився 22 листопада 1927 року у Ленінграді. Після закінчення десяти класів школи працював слюсарем на одному з свердловських заводів. У 1945 році Степанов був призваний на службу у Робітничо-селянську Червону Армію. У 1952 році закінчив курси удосконалення офіцерського складу. До осені 1956 року гвардії лейтенант Григорій Степанов служив на території Румунії, командував стреліцьким взводом 104-го гвардійського механізованого полку 33-й гвардійської механізованої дивізії Окремої механізованої армії.
У жовтні 1956 року у складі своєї дивізії Степанов вступив на територію Угорської Народної Республіки та взяв активну участь у боях з угорськими повстанцями. У боях на вулицях Будапешту взвод Степанова завдав повстанцям великих втрат, при цьому зберігши життя багатьом мирним будапештцям.
Указом Президії Верховної Ради СРСР від 18 грудня 1956 року за «мужність та відвагу, проявлені при виконанні військового обов'язку» гвардії лейтенант Григорій Степанов був удостоєний високого звання Героя Радянського Союзу з врученням ордену Леніна та медалі «Золота Зірка» за номером 10810.
У 1964 році Степанов закінчив Одеське загальновійськове командне училище. У 1970 році у званні майора він був звільнений у запас. Проживав у Донецьку, помер 22 лютого 1993 року.
Був також нагороджений рядом медалей.